# Parque da Lagoa de São Miguel

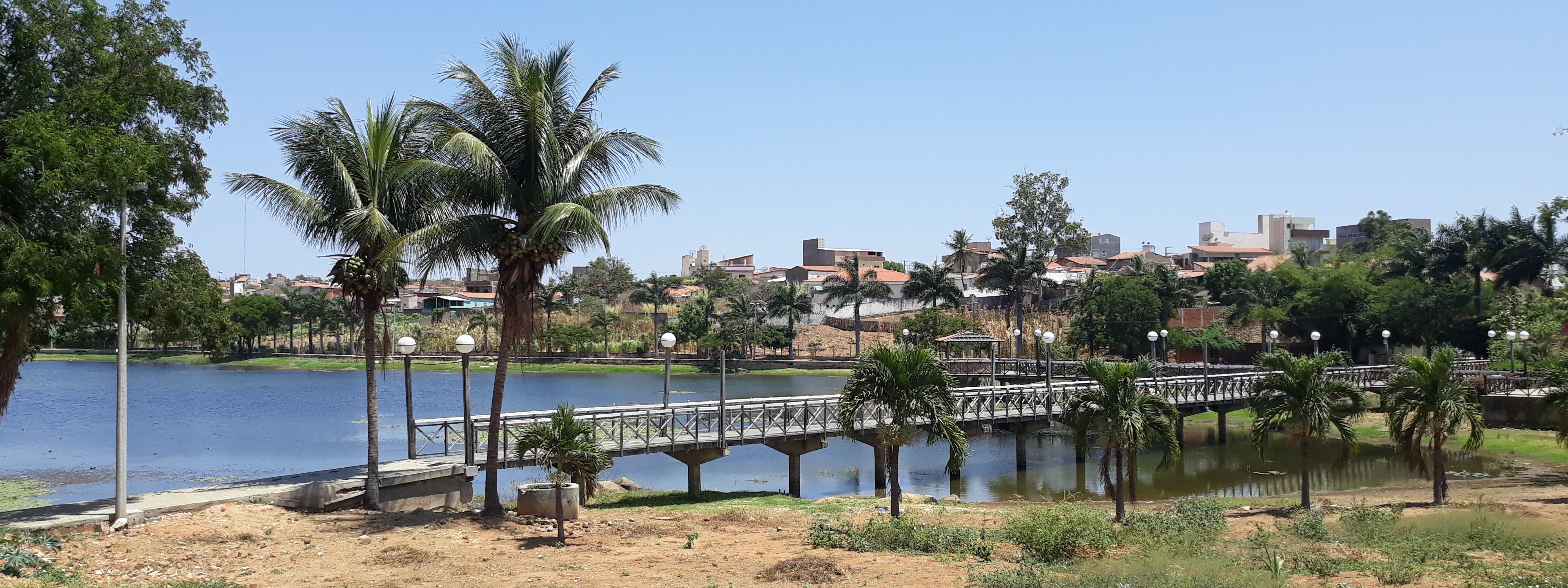
Panorama parcial

O Parque da Lagoa de São Miguel é um importante ponto turístico localizado na cidade de São Miguel, Rio Grande do Norte, Brasil.
A história do parque está diretamente ligada à fundação da cidade. Por volta de 1750, o português Manoel José de Carvalho, vindo de Icó, Ceará, chegou ao Rio Grande do Norte à procura de novas terras, dando início à colonização e ao povoamento do entorno da área do parque. Em 29 de setembro de 1750, dia de São Miguel Arcanjo, ocorrera o nascimento de uma vila, que veio a se tornar a atual cidade de São Miguel.
Em 20 de junho de 2009, após obras de restauração e revitalização, o parque foi reinaugurado e tornou-se um dos principais atrativos turísticos da cidade. A reinauguração ocorreu com um show da dupla sertaneja Zezé Di Camargo & Luciano, durante as comemorações do São João na Serra.